# 帕雷拉
帕雷拉（義大利語：Parella），是意大利都灵省的一个市镇。总面积2平方公里，人口490人，人口密度245.0人/平方公里（2009年）。ISTAT代码为001179。